# After Blues
After Blues – polski zespół bluesowy założony w 1980 w Szczecinie.
Grupę założyło dwóch kolegów ze szkoły muzycznej, Leszek Piłat (gitara basowa, śpiew, perkusja) i Waldemar Baranowski (gitara, instrumenty perkusyjne, śpiew). Skład uzupełniało dwóch innych znajomych ze szkoły, Andrzej Kotok (gitara) i Zenon Szyłak (perkusja). Początkowo zespół nazywał się „3,50 po Obniżce”. Jeszcze w 1980 roku wygrał przegląd zespołów młodzieżowych organizowany w klubie „Słowianin”. Zespół przemianowany został na „After Blues”. Próby początkowo odbywały się w piwnicy domu na Żelechowie, gdzie mieszkał jeden z członków grupy.
Następnie próby zespołu przeniosły się do klubu studenckiego „Pinokio”, a w 1985 do „Transu”. Obecny dwuosobowy skład (Leszek Piłat i Waldemar Baranowski) ustalił się w 1985. Brak perkusisty skłonił Leszka Piłata do skonstruowania „kombajnu perkusyjnego” złożonego z bębnów, talerzy oraz systemu przekładni i sznurków, przy pomocy którego obaj gitarzyści mogli jednocześnie grać nogami na perkusji. To niespotykane rozwiązanie przyczyniło się do zauważenia duetu na „Rawie Blues” w 1985 i przyznania przez jury festiwalu pierwszej nagrody.
W tym samym roku podczas festiwalu „Blues Top” w Sopocie zwrócił na nich uwagę „ojciec polskiego bluesa” Tadeusz Nalepa. After Blues zdobył pierwszą nagrodę, którą było nagranie płyty. Zespół wszedł do studia „PolJazzu”, a Tadeusz Nalepa został producentem albumu. Na płycie After Blues pojawiły się trzy kompozycje Nalepy. Początkowo album był niedoceniany, zarzucano mu wtórność i brak indywidualnego stylu. W następnych latach zespół brał udział w różnych przeglądach i festiwalach, występował m.in. w Czechosłowacji, Danii, Szwecji, Rosji, Holandii i Niemczech.
W roku 1991 doszło do kolejnego spotkania z Nalepą, które tym razem dało początek trwającej ponad rok współpracy. After Blues stał się zespołem akompaniującym Nalepie. Oficjalną dokumentacją tego okresu była kaseta Tadeusz Nalepa promotion After Blues wydana przez SONiDD, studio działające przy Akademickim Radiu Pomorze.
Po kilku latach grania w duecie lub z udziałem gości (m.in. Wojciech Waglewski, Ireneusz Dudek, Jan „Kyks” Skrzek) nastąpił nowy rozdział w historii grupy. W roku 1994 rozpoczęła się stała współpraca z Mirą Kubasińską, byłą wokalistką zespołów Blackout i Breakout. Kubasińska opracowała wspólnie z zespołem nowe wersje swoich starych utworów z czasów Breakoutu i wspólnie wystąpili w studiu koncertowym PR Szczecin. Później zaczęli grać także nowe kompozycje. Wspólne nagranie Kubasińskiej i After Blues pt. Zobacz jak pięknie znalazło się w październiku 2006 na 5. miejscu na Liście Przebojów Trójki.
Z inicjatywy zespołu After Blues powstał w 1992 festiwal „Bluesada”.

## Dyskografia
- After Blues, 1986, PolJazz (PSJ 157)
- International Blues Family - After Blues!, 1988, Polskie Nagrania „Muza” (SX 2621)
- Tadeusz Nalepa Promotion After Blues
- Duo After Blues in StandardsAkademickie Radio Pomorze (ARP-047)
- After Blues and Friends, 1989, Poljazz (PSJ-238)
- Jednego Serca
- Night Blues
- Już Nie Kłam,1994 TOMATO (0001)
- Zobacz jak pięknie - 2008